# Кирияк, Илья
Илья Кирияк (укр. Ілля Киріяк, 29 мая 1888, Завалье — 28 декабря 1955, Эдмонтон) — украинский журналист, писатель, общественный деятель.

## Биография
Илья Кирияк родился 29 мая 1888 года в селе Завалье Ивано-Франковской области в семье Теклии и Ивана Кирияк. Илья родился на два месяца раньше срока из-за чего в детстве испытывал проблемы со здоровьем и часто болел. Уже с раннего детства он мечтал о переезде в Канаду и в конце 1906 года он эмигрировал. Первоначально Илья планировал поехать к своему дяде, проживавшем в провинции Альберта, однако люди, встретившиеся ему на пути, отговорили ехать туда. Он остался в Онтарио, где земляки помогли ему устроится на работу в железнодорожную компанию, где он проработал до осени 1907 года. Позже он с одним из знакомых переехал в городок Хелена (штат Монтана), где работал на прокладке железнодорожных рельс. Из-за тяжести работы, организм молодого человека не выдержал и он попал в больницу. Выписавшись, ему удалось поменять работу и устроиться на кухне. Позже он еще несколько раз переезжал, работал как на железнодорожных работах, так и на лесоповале. В конце-концов, он оказался в Канаде, где познакомился с Романом Кремаром, который как раз начал выпускать украинскую газету «Нова громада». В 1915 году он поступил в школу на ускоренную программу, чтобы закончить девятый и десятый класс, однако не смог успешно сдать экзамены. Позже он сумел закончить учительский семинар и работал учителем до 1936 года, а позже ректором Института имени Грушевского.
Своё литературную творчество Кирияк начал еще будучи работником «Новой громады». Самый же большой успех принесло ему произведение «Сини землі», посвящённое общественно-бытовой жизни переселенцев из Украины в канадских прериях.